# Croix tombée
La Croix tombée, ou Cruz Caída en portugais, est une sculpture monumentale de Mário Cravo située à Salvador de Bahia, au Brésil. Croix chrétienne désaxée érigée en 1999 pour le 450e anniversaire de la ville, elle célèbre le souvenir d'une église démolie en 1933 pour permettre la construction d'un tramway qui ne fut jamais construit.